# Iryna Petrenko
Iryna Anatolivna Petrenko –en ucraniano, Ірина Анатоліївна Варвинець– (nacida como Iryna Anatolivna Varvynets, Chernígov, 4 de julio de 1992) es una deportista ucraniana que compite en biatlón.
Ganó una medalla de plata en el Campeonato Mundial de Biatlón de 2017 y siete medallas en el Campeonato Europeo de Biatlón, entre los años 2013 y 2021. Participó en los Juegos Olímpicos de Pyeongchang 2018, ocupando el séptimo lugar en el relevo mixto.

## Palmarés internacional
| Campeonato Mundial | Campeonato Mundial       | Campeonato Mundial | Campeonato Mundial |
| Año                | Lugar                    | Medalla            | Prueba             |
| ------------------ | ------------------------ | ------------------ | ------------------ |
| 2017               | Hochfilzen (Austria)     | Medalla de plata   | Relevo             |
| Campeonato Europeo |                          |                    |                    |
| Año                | Lugar                    | Medalla            | Prueba             |
| 2013               | Bansko (Bulgaria)        | Medalla de bronce  | Relevo             |
| 2015               | Otepää (Estonia)         | Medalla de oro     | Relevo             |
| 2015               | Otepää (Estonia)         | Medalla de plata   | Persecución        |
| 2018               | Val Ridanna (Italia)     | Medalla de oro     | Velocidad          |
| 2018               | Val Ridanna (Italia)     | Medalla de oro     | Relevo mixto       |
| 2018               | Val Ridanna (Italia)     | Medalla de plata   | Persecución        |
| 2021               | Duszniki-Zdrój (Polonia) | Medalla de bronce  | Relevo mixto       |